# 桂文治 (初代)
初代 桂 文治（かつら ぶんじ、安永2年（1773年）（逆算）- 文化12年11月29日（1815年12月29日））は落語家。本名伊丹屋惣兵衛（宗兵衛とも）。息子は同じく落語家2代目桂文治。江戸で「咄の会」が始まり大坂でも人気が伸びたころに現れ、落語を職業とする噺家の始めのひとりである。

## 来歴・人物
出身については諸説あり、京都の人とも、柴島（現在の大阪市東淀川区）あるいは大和葛城生まれとも伝わる。『摂陽奇観』によれば、京都出身の噺家初代松田彌助の弟子であったという。活動開始期間は寛政6年（1794年）ころからとされ、当時盛んであった素人による座敷での素噺（すばなし）に対抗して、鳴物（なりもの）入り、道具入りの芝居噺を創作し、得意としていた。一方、素噺の方も「情深くして実（じつ）あり」と評され、名人であったことが窺える。
もともと、玄人（くろうと＝プロ）が演じる上方落語は、京都の露乃五郎兵衛、遅れて大坂の米沢彦八が大道や社寺の境内において簡素な小屋を掛けて演じていたが、初めて常打（じょううち）の寄席を開いて興行したのは文治で、場所は坐摩神社（いかすりじんじゃ・ざまじんじゃ）境内とされる。上方落語中興の祖であるとともに、寄席の開祖でもある。
現在でも演じられる『蛸芝居』、『昆布巻芝居』、『崇徳院』、『百人一首（千早振る）』、『口合小町』、『反故染』、『滑稽清水（杢の市）』は、文治の作とされる。他にも『尽くしもの』、『女夫喧嘩』と関する一連の噺が得意演目であったという。
多数の門人を擁していたが、特に桂文來、桂文東、桂磯勢（破門となり月亭生瀬と改名）、初代桂力造、初代桂文吾の5人が高弟であったという。他に桂北桂舎（「桂文景」から改名）と桂里壽らがおり、2代目文治は実子の文吉が継いだ。

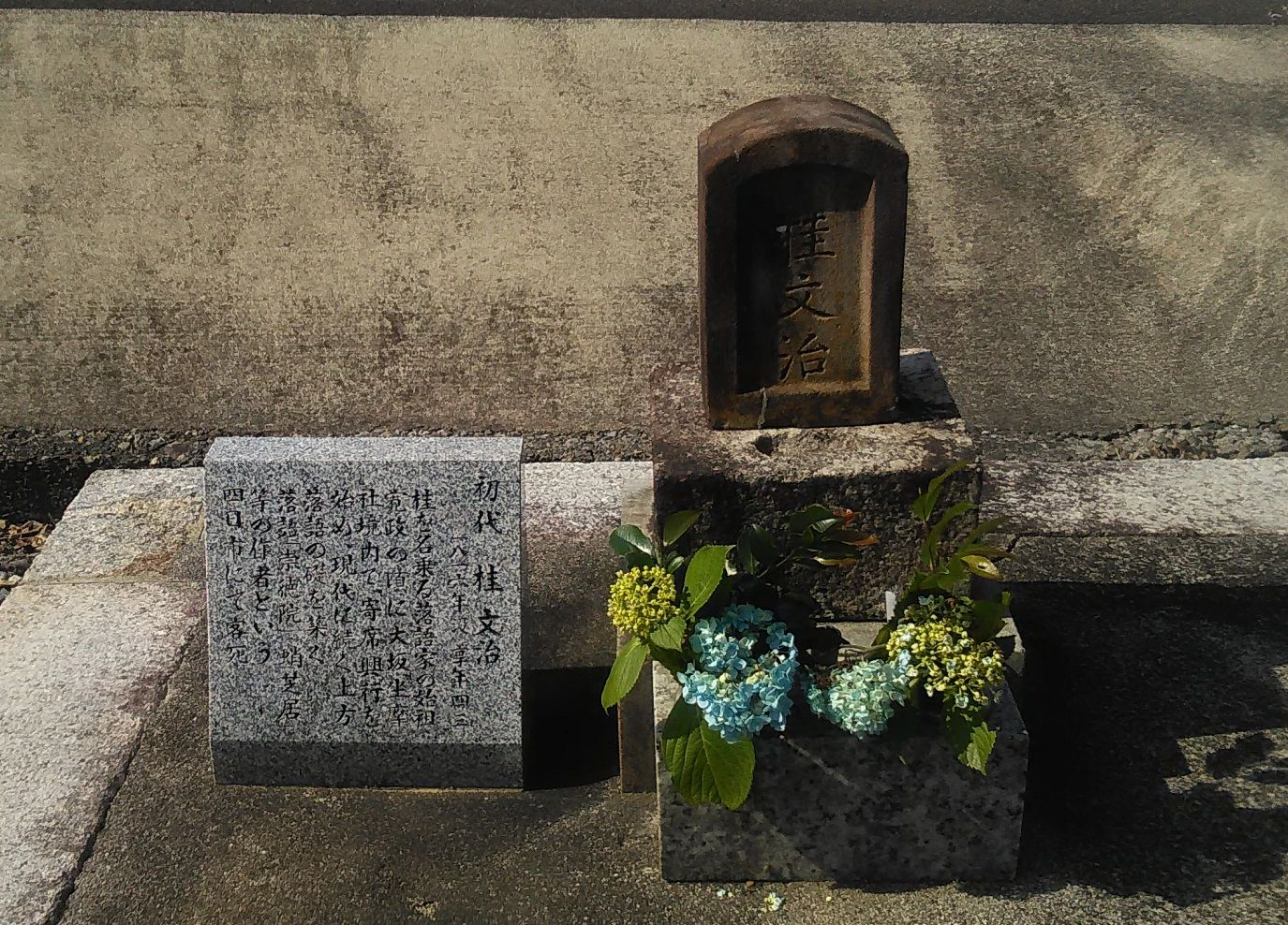
初代桂文治の墓(四日市市泊山墓苑)

1815年巡業先の四日市で死去、享年43（諸説あり）。法名釋空海。墓所は同地仏性院にある(泊山霊園仏性院区画)。文治が没した三重県に桂文我が住み、2018年時点で初代の墓を守っている。
息子が二代目文治を名乗り、長女・幸は夫の壽遊亭扇松の没後に扇松の弟子で江戸芝金杉出身・扇勇の後妻に入る。江戸へ戻った扇勇は三代目文治を襲名し、以降、東西で文治の名は分かれた。
なお、本名である「惣兵衛」は、上方桂派の系譜で二代目桂ざこばの弟子（三代目桂米朝の孫弟子）である桂そうばが2025年3月に「二代目桂惣兵衛」を襲名の形で名乗り、死没から210年を経て名跡の形で復活する事となった。

## 主な著作
文治が落語の道に入る少し前に江戸で落語の書籍化が流行し、大坂でも出版が盛んであった。
主な著書に『おかしいはなし』（松田彌助と共著）、『桂の花』（桂文公と共著）、『臍の宿かえ』（1812年刊）などがある。
以下、題名の50音順。
- 『大寄噺の尻馬 小咄篇』（おおよせはなしのしりうま こばなしへん）[31]
  - 『たとゑづくしいろは歌當和訓』を収載[32][33]。
- 松田彌助と共著『おかしいはなし』[要文献特定詳細情報]
- 桂文公と共著『桂の花』[34][35]
  - 「飛だ高野」[36]
- 『太開好色合戦』[37]
- 『臍の宿かえ』、1812年刊[38][39]。文治の肖像入り、淺山蘆國（画）[40]。

## 関連資料
本文に使用していない資料。出版年順。
『摂陽奇観』
- 穂積 以貫、片島 武矩『風俗訓』、写本、書写者不明、書写年不明。NCID BA86569812。中村幸彦名で注書き、〔片島深渕子の事ハ攝陽奇観享保四年の条に見えたり。〕
- 『松竹梅天明八の木』、出版者不明、天明8年（1788年）。NCID BA8623533X。中村幸彦名で注書き、〔天明八年版『摂陽奇観』第39巻所収。〕
- 浜松 歌国『摂陽奇観』全57巻、秋浦：船越 政一郎、明治頃（1868年-1912年）。写本。NCID BB28002422。
  - 改版、第1巻-第6巻、船越 政一郎（編）、浪速叢書刊行会〈浪速叢書〉、1926年-1929年。NCID BN07855476。
  - 再版、第1巻-第6巻、名著出版〈浪速叢書〉、1977年。NCID BN08016123。

江戸・東京の桂文治一門
- 今村次郎（編）「二人茂兵衛・桂文治」『女幕のうち : 花柳暖語』東京：すみや書店、1907年（明治40年）、25-53頁。全国書誌番号:41008509、コマ番号0018.jp2-、doi:10.11501/885752、国立国会図書館／図書館送信参加館内公開。東京の文治の噺の例。
- 森暁紅「二三 桂文治」『芸壇三百人評』小林新造、1907年（明治40年）、18頁。コマ番号0024.jp2-、全国書誌番号:40075135、doi:10.11501/858237。芸風の評価。
- 大植四郎（編著）「桂文治」『明治過去帳 : 物故人名辞典 新訂』東京美術、1988年3刷、1203頁。全国書誌番号:89060313。初刷1971年。
- 中島 英雄「笑いのメカニズムについての一考察」『笑い学研究』第15巻、2008年、203-204頁、doi:10.18991/warai.15.0_203「病医寄席」（1988年–）を始めた初代桂前治こと中島医師は、1986年に10代目桂文治より高座名を授かる。
- ドキュメント人と業績大事典編集委員会 （編）「桂文治」『ドキュメント人と業績大事典』第6巻（おさ-かな）、東京 : ナダ出版センター、大空社（総発売）、2000年、209頁。全国書誌番号:20141125、ISBN 9784931522022、複製。別題、新聞に見る人物大事典『ドキュメント人と業績大事典』、『人と業績大事典 : ドキュメント』。